# Заверценский повет
Заверценский повят (пол. Powiat zawierciański) — повят (район) в Польше, входит как административная единица в Силезское воеводство. Центр повята — город Заверце. Занимает площадь 1003,27 км². Население — 120 567 человек (на 30 июня 2015 года).

## Административное деление
- города: Поремба, Заверце, Лазы, Огродзенец, Пилица, Щекоцины
- городские гмины: Поремба, Заверце
- городско-сельские гмины: Гмина Лазы, Гмина Огродзенец, Гмина Пилица, Гмина Щекоцины
- сельские гмины: Гмина Ижондзе, Гмина Крочице, Гмина Влодовице, Гмина Жарновец

## Демография
Население повята дано на 30 июня 2015 года.
| Перепись            | Всего   | Мужчины | Женщины |
| ------------------- | ------- | ------- | ------- |
|                     | чел.    | чел.    | чел.    |
| Всего               | 120 567 | 58 353  | 62 214  |
| Городское население | 76 445  | 36 458  | 39 987  |
| Сельское население  | 44 122  | 21 895  | 22 227  |